# Stefan Aladzhov
Stefan Aladzhov (Sófia, 18 de outubro de 1947) é um ex-futebolista búlgaro, ele atuava como defensor.

## Carreira
Stefan Aladzhov fez parte do elenco da Seleção Búlgara de Futebol da Copa do Mundo de 1970 e 1974. 